# Ruskin (Floride)
Pour les articles homonymes, voir Ruskin (homonymie).
Ruskin est une census-designated place située dans le comté de Hillsborough, dans l’État de Floride, aux États-Unis. Sa population s’élevait à 17 208 habitants lors du recensement de 2010. Ruskin n’est pas incorporée et fait partie de l’agglomération de Tampa.
Elle a été fondée en tant que communauté socialiste utopique.

## Démographie
| 1960  | 1970  | 1980  | 1990  | 2000  | 2010   |
| ----- | ----- | ----- | ----- | ----- | ------ |
| 1 894 | 2 414 | 5 117 | 6 046 | 8 321 | 17 208 |

## Personnalité liée à la ville
La chanteuse Willa Ford est née à Ruskin le 22 janvier 1981.

## Source
- (en) Cet article est partiellement ou en totalité issu de l’article de Wikipédia en anglais intitulé « Ruskin, Florida » (voir la liste des auteurs).